# Benjamin Simons
Benjamin David Simons (Cadillac, 16 februari 1991) is een Amerikaans basketballer.

## Carrière
Simons speelde collegebasketbal voor de Drake Bulldogs van 2009 tot 2013. In de NBA-draft werd hij niet gekozen en tekende bij het Duitse Tigers Tübingen. In oktober 2013 maakte hij al de overstap naar de Belgische competitie bij Antwerp Giants waar hij de blessure van Scott Thomas moest opvangen en waar hij twee seizoenen speelde. Het seizoen 2016/17 bracht hij opnieuw door in de Belgische competitie ditmaal bij Limburg United.
In 2017 tekende hij een contract bij het Spaanse Obradoiro CAB waar hij twee seizoenen speelde. Hij tekende voor het seizoen 2019/20 bij het Duitse Baskets Bonn. Hij speelde het seizoensbegin bij Oberá Tenis Club in Argentinië. In januari 2021 tekende hij bij het Hongaarse BC Körmend maar speelde er maar negen wedstrijden.
Het seizoen 2021/22 speelde hij in de Spaanse tweede klasse bij San Sebastián GBC. In 2022 tekende hij een contract bij Astoria Bydgoszcz in de Poolse eerste klasse. Het seizoen erop tekende hij bij reeksgenoot PGE Spójni Stargard.